# Франкур (Горња Саона)
Франкур (фр. Francourt) насеље је и општина у источној Француској у региону Франш-Конте, у департману Горња Саона која припада префектури Везул.
По подацима из 2011. године у општини је живело 108 становника, а густина насељености је износила 15,34 становника/km². Општина се простире на површини од 7,04 km². Налази се на средњој надморској висини од 225 метара (максималној 283 m, а минималној 224 m).

## Демографија
| 1962. | 1968. | 1975. | 1982. | 1990. | 1999. | 2011. |
| ----- | ----- | ----- | ----- | ----- | ----- | ----- |
| 106   | 108   | 73    | 77    | 112   | 119   | 108   |

График промене броја становника у току последњих година